# Alampur, Madhya Pradesh
Alampur är en ort i Indien.   Den ligger i distriktet Bhind och delstaten Madhya Pradesh, i den centrala delen av landet, 300 km sydost om huvudstaden New Delhi. Alampur ligger 161 meter över havet och antalet invånare är 10 018.
Terrängen runt Alampur är mycket platt. Runt Alampur är det tätbefolkat, med 266 invånare per kvadratkilometer. Närmaste större samhälle är Seondha, 14,4 km norr om Alampur. Trakten runt Alampur består till största delen av jordbruksmark.